# 亀田郁夫
亀田 郁夫（かめだ いくお、1952年（昭和27年）2月16日 - ）は、日本の政治家。元千葉県鴨川市長（1期）、元千葉県議会議員（3期）、元鴨川市議会議員（1期）。

## 来歴
千葉県鴨川市出身。芝高等学校卒業後、1976年（昭和51年）3月、立正大学経営学部卒業。同年4月、朝日生命保険に就職。1981年（昭和56年）9月、同社を退社。同年10月、医療法人鉄蕉会亀田総合病院に転職。
1985年（昭和60年）9月、株式会社ケイテイエスを設立。2004年（平成16年）2月、同社の代表取締役と亀田総合病院の理事を退任。同年3月、鴨川市議会議員選挙に初当選（一般選挙か補欠選挙か不明）。2006年（平成18年）5月31日、任期満了により市議を退任。
2007年（平成19年）4月の千葉県議会議員選挙に自由民主党公認で出馬し初当選。
2017年（平成29年）2月7日、県議を3期目の途中で辞職。同年3月5日に行われた鴨川市長選挙に自民党の推薦を受けて出馬。現職の長谷川孝夫を破り初当選した。3月13日、市長就任。
※当日有権者数：28,999人 最終投票率：65.75%（前回比：pts）
| 候補者名   | 年齢 | 所属党派 | 新旧別 | 得票数  | 得票率 | 推薦・支持         |
| ---------- | ---- | -------- | ------ | ------- | ------ | ------------------ |
| 亀田郁夫   | 65   | 無所属   | 新     | 9,886票 | 52.36% | （推薦）自由民主党 |
| 長谷川孝夫 | 68   | 無所属   | 現     | 8,995票 | 47.64% |                    |

2020年（令和2年）8月、鴨川市が同年3月に発注した総額73億7,900万円（税抜き。以下同）の「一般廃棄物中継施設整備・運営事業」のうち、約18億3,747万円のごみ運搬業務が、亀田が1985年（昭和60年）9月に設立し自ら顧問を務める市内の企業「株式会社ケイテイエス」に委託されていたことが、毎日新聞社が市に行った情報公開請求で明らかになった。毎日新聞は8月22日に報道した。
同年12月、市議会で市の昨年度の一般会計決算が賛成少数で認められない事態になった事などを受け、当初出馬の意向を示していた2021年3月の市長選挙への出馬を取りやめると発表した。市長選では後継候補の前千葉県道路公社理事長の吉田行伸（自民党推薦）を支援したが、返り咲きを目指した長谷川孝夫に敗れた。
2025年（令和7年）3月の鴨川市長選挙に立候補したが、元市議の佐々木久之に敗れた。

## 市政・人物
- 「世界の生きた経済を知るには金がいい」と1990年代から金の先物取引を行っていた[13]。ところが2020年（令和2年）の新型コロナウイルス感染症の拡大に伴い財テクに失敗。同年6月30日、資産等報告をめぐり、給与所得2,867万円のほかに、金の先物取引で1,158万円の損失があったことを明らかにした[13] 。